# Tần Hoài công
Tần Hoài công (chữ Hán: 秦懐公, trị vì: 429 TCN-425 TCN), là vị vua thứ 24 của nước Tần - chư hầu nhà Chu trong lịch sử Trung Quốc.
Tần Hoài công là con thứ của Tần Lệ Cung công, vua thứ 22 của nước Tần và em Tần Tháo công, vua thứ 23 nước Tần. Thời trẻ, Hoài công bị gửi làm con tin ở nước Tấn. Năm 429 TCN, vua anh Tần Tháo công qua đời, ông được quần thần đón về nước tôn lên nối ngôi tức Tần Hoài công.
Năm 425 TCN, đại thứ trưởng nước Tần cùng các đại phu nổi loạn chống lại Tần Hoài công, mang quân vây hãm. Tần Hoài công tự sát. Ông ở ngôi tất cả bốn năm.
Con trai cả của Tần Hoài công là thế tử Doanh Chiêu Tử mất sớm, nên sau khi ông tự sát, người nước Tần lập cháu nội ông là Túc lên ngôi vua, tức Tần Linh công. Hoài công cũng có một con trai nhỏ là Điệu Tử, tức Tần Giản công sau này.